# Горка (Грязовецкий район)
Горка — деревня в Грязовецком районе Вологодской области.
Входит в состав Ростиловского муниципального образования, с точки зрения административно-территориального деления — в Ростиловский сельсовет.
Расстояние по автодороге до районного центра Грязовца — 11 км, до центра муниципального образования Ростилово — 4 км. Ближайшие населённые пункты — Запрудново, Корнильевская Слобода, Талица, Корнильево.
По переписи 2002 года население — 1 человек.